# Selwyn Snowfields
Selwyn Snowfields (anciennement Mount Selwyn) est une petite station de ski d'Australie située en Nouvelle-Galles du Sud, dans le nord des Snowy Mountains, dans le comté de la Snowy River et le parc national du Kosciuszko. Selwyn Snowfields se trouve près de la ville de Adaminaby, à environ 200 km de la ville de Canberra, près du village de Cabramurra, qui est la plus haute localité d'Australie.
Le point culminant de la station se trouve à 1 614 mètres d'altitude. Elle a des pistes pour des novices jusqu'aux skieurs confirmés (mais la plupart sont pour les skieurs novices et intermédiaires). Avec 11 remontées mécaniques sur 45 hectares, Selwyn est une des stations de ski les plus petites d'Australie, mais l'histoire de ski sportif dans la région est parmi les plus anciennes du monde. 

## Histoire
Le ski a commencé en Australie à proximité en 1861 de Selwyn, à Kiandra, pendant la ruée vers l'or locale commencée en 1859. La neige plus fiable de Selwyn a vu l'établissement d'une remontée mécanique en 1966. Les équipements de ski de Kiandra ont été transférés à Selwyn en 1978 (y compris le premier téléski d'Australie, installé à Kiandra en 1957). En 2009 un télésiège triple a finalement remplacé le téléski sur la pisteTownship de Selwyn.

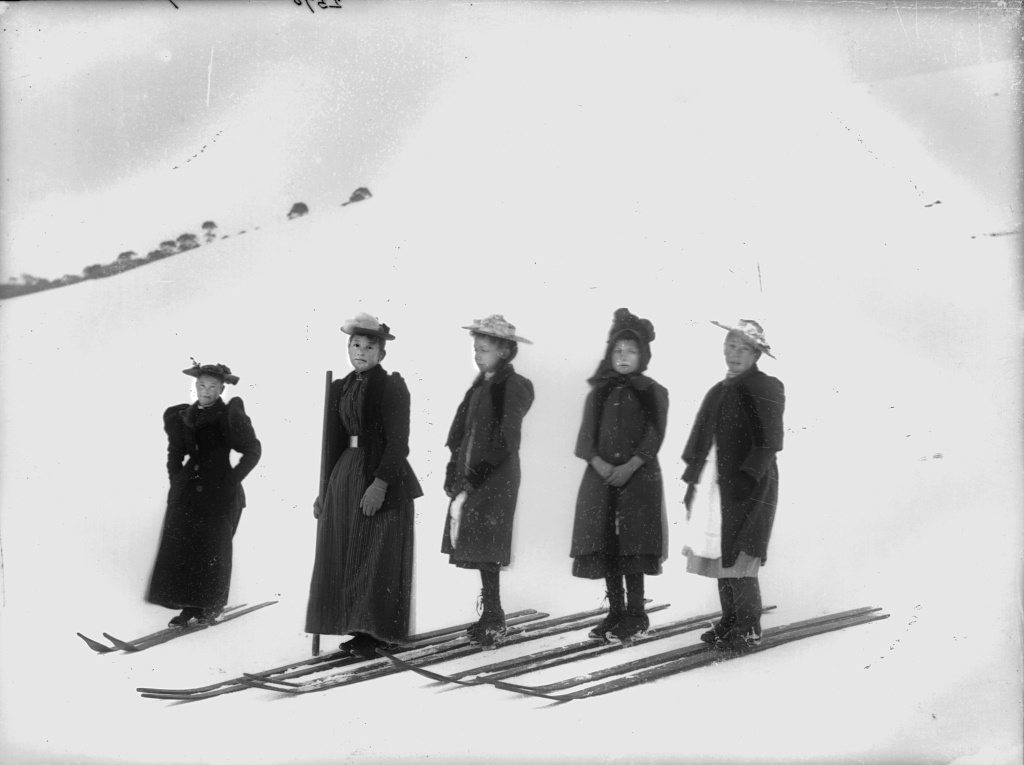
Course de ski de filles à Kiandra (photo de Charles Kerry, vers 1900).

Après les gigantesques feux de brousse de 2019-2020, la station est restée fermée pendant l'hiver austral 2020.